# Saiac
Sayat és un municipi francès situat al departament del Puèi Domat i a la regió d'Alvèrnia-Roine-Alps. L'any 2007 tenia 2.270 habitants.

## Demografia

### Població
El 2007 la població de fet de Sayat era de 2.270 persones. Hi havia 919 famílies de les quals 210 eren unipersonals (103 homes vivint sols i 107 dones vivint soles), 335 parelles sense fills, 333 parelles amb fills i 41 famílies monoparentals amb fills.
La població ha evolucionat segons el següent gràfic:
Habitants censats

### Habitatges
El 2007 hi havia 1.006 habitatges, 931 eren l'habitatge principal de la família, 13 eren segones residències i 62 estaven desocupats. 961 eren cases i 38 eren apartaments. Dels 931 habitatges principals, 754 estaven ocupats pels seus propietaris, 160 estaven llogats i ocupats pels llogaters i 17 estaven cedits a títol gratuït; 7 tenien una cambra, 37 en tenien dues, 134 en tenien tres, 280 en tenien quatre i 474 en tenien cinc o més. 747 habitatges disposaven pel capbaix d'una plaça de pàrquing. A 316 habitatges hi havia un automòbil i a 554 n'hi havia dos o més.

### Piràmide de població
La piràmide de població per edats i sexe el 2009 era:
| Homes | Edats   | Dones |
| ----- | ------- | ----- |
| 0     | 95 o +  | 0     |
| 0     | 90 a 94 | 0     |
| 4     | 85 a 89 | 12    |
| 12    | 80 a 84 | 8     |
| 40    | 75 a 79 | 36    |
| 48    | 70 a 74 | 60    |
| 52    | 65 a 69 | 68    |
| 52    | 60 a 64 | 52    |
| 60    | 55 a 59 | 44    |
| 100   | 50 a 54 | 104   |
| 68    | 45 a 49 | 64    |
| 112   | 40 a 44 | 68    |
| 108   | 35 a 39 | 136   |
| 88    | 30 a 34 | 96    |
| 29    | 25 a 29 | 32    |
| 48    | 20 a 24 | 60    |
| 76    | 15 a 19 | 88    |
| 76    | 10 a 14 | 80    |
| 84    | 5 a 9   | 68    |
| 88    | 0 a 4   | 48    |

## Economia
El 2007 la població en edat de treballar era de 1.521 persones, 1.073 eren actives i 448 eren inactives. De les 1.073 persones actives 1.008 estaven ocupades (529 homes i 479 dones) i 65 estaven aturades (31 homes i 34 dones). De les 448 persones inactives 172 estaven jubilades, 179 estaven estudiant i 97 estaven classificades com a «altres inactius».

### Ingressos
El 2009 a Sayat hi havia 957 unitats fiscals que integraven 2.309,5 persones, la mediana anual d'ingressos fiscals per persona era de 21.825 €.

### Activitats econòmiques
Dels 83 establiments que hi havia el 2007, 5 eren d'empreses extractives, 4 d'empreses alimentàries, 2 d'empreses de fabricació d'altres productes industrials, 21 d'empreses de construcció, 17 d'empreses de comerç i reparació d'automòbils, 4 d'empreses de transport, 1 d'una empresa d'hostatgeria i restauració, 1 d'una empresa d'informació i comunicació, 3 d'empreses financeres, 3 d'empreses immobiliàries, 9 d'empreses de serveis, 10 d'entitats de l'administració pública i 3 d'empreses classificades com a «altres activitats de serveis».
Dels 23 establiments de servei als particulars que hi havia el 2009, 1 era una oficina de correu, 4 paletes, 3 guixaires pintors, 7 fusteries, 2 lampisteries, 2 electricistes, 2 perruqueries, 1 agència immobiliària i 1 saló de bellesa.
Dels 5 establiments comercials que hi havia el 2009, 1 era una fleca, 2 carnisseries, 1 una botiga d'equipament de la llar i 1 una botiga d'electrodomèstics.
L'any 2000 a Sayat hi havia 15 explotacions agrícoles.

## Equipaments sanitaris i escolars
L'únic equipament sanitari que hi havia el 2009 era una farmàcia.
El 2009 hi havia 1 escola maternal i 2 escoles elementals.

## Poblacions més properes
El següent diagrama mostra les poblacions més properes.